# Mademoiselle Fleury
Mademoiselle Fleury, pseudonimo di Marie-Anne-Florence Bernardy-Nones (Anversa, 28 dicembre 1766 – Orly, 23 febbraio 1818), è stata un'attrice teatrale belga attiva in Francia.

## Biografia
Suo padre (Louis-Joseph Nones, noto come Fleury) e sua madre (Marie-Anne-Denise Bernardy, figlia di Charles Bernardy) erano attori comici di provincia che spesso si esibivano nei Paesi Bassi austriaci.
Mademoiselle Fleury debuttò alla Comédie-Française il 21 gennaio 1786 ed entrò a far parte della compagnia il 23 ottobre. Divenne socia nel 1791 e si ritirò dalle scene nel 1807.